# کفردبیان
کفردبیان (به عربی: کفرذبیان) یک منطقهٔ مسکونی در لبنان است که در شهرستان کسروان واقع شده‌است. کفردبیان ۲۹٫۶ کیلومتر مربع مساحت دارد ۱٬۲۲۰ متر بالاتر از سطح دریا واقع شده‌است.